# Juegos Olímpicos de Tokio 2020
Los Juegos Olímpicos de Tokio 2020 (2020年夏季オリンピック nisennijū nen kaki orinpikku?), oficialmente conocidos como los Juegos de la XXXII Olimpiada, fueron un evento multideportivo de carácter internacional, entre el 23 de julio al 8 de agosto de 2021 en Tokio, Japón. El Comité Olímpico Internacional eligió a dicha ciudad asiática, como una de las ciudades que se habían postulado para celebrarlos, el 7 de septiembre de 2013, y durante la 125.ª Sesión del Comité Olímpico Internacional que tuvo lugar en la ciudad de Buenos Aires, Argentina.
Estos fueron los segundos Juegos Olímpicos que se celebraron en Tokio. Los primeros tuvieron lugar en 1964 en la era Shōwa, cuando era emperador de Japón Hirohito, abuelo del actual emperador Naruhito. Los de 2020 son los primeros juegos celebrados en la era Reiwa. El 24 de enero de 2014, quedó establecido el Comité Organizador de los Juegos Olímpicos y Paralímpicos de Tokio 2020.
En una primera instancia el evento se iba a desarrollar entre el 24 de julio y el 9 de agosto de 2020, pero debido a la pandemia de COVID-19 que provocó el abandono de Australia y Canadá, el 24 de marzo de 2020 el primer ministro japonés Shinzō Abe y el presidente del COI Thomas Bach acordaron aplazar el evento manteniendo el nombre de «Juegos Olímpicos de Tokio 2020». Una semana después se anunciaron las nuevas fechas, entre el 23 de julio y el 8 de agosto de 2021.

## Candidatura
El 23 de mayo de 2011, el COI dio a conocer el calendario para presentar las candidaturas. El 2 de septiembre de 2011 el COI anunció el nombre de las seis ciudades que habían presentado candidatura a la organización de esta edición de los Juegos Olímpicos: Bakú, Doha, Estambul, Madrid, Roma y Tokio. El 23 de mayo de 2012, en Quebec, Canadá, la Comisión Ejecutiva del COI anunció las tres ciudades que habían cumplido los requisitos exigidos y, por tanto, candidatas definitivas: Tokio, Estambul y Madrid. La elección tuvo lugar el 7 de septiembre de 2013 en Buenos Aires, Argentina, durante la 125.ª Sesión del Comité Olímpico Internacional, en ella Tokio consiguió la sede de los Juegos Olímpicos con 60 votos a favor en la 2.ª ronda.

### Votación
| 125.ª Sesión del Comité Olímpico Internacional 7 de septiembre de 2013, Buenos Aires, Argentina |         |           |         |
| Ciudad                                                                                          | Ronda 1 | Desempate | Ronda 2 |
| Tokio (JPN)                                                                                     | 42      | —         | 60      |
| Estambul (TUR)                                                                                  | 26      | 49        | 34      |
| Madrid (ESP)                                                                                    | 26      | 45        | —       |

## Símbolos

### Logotipo

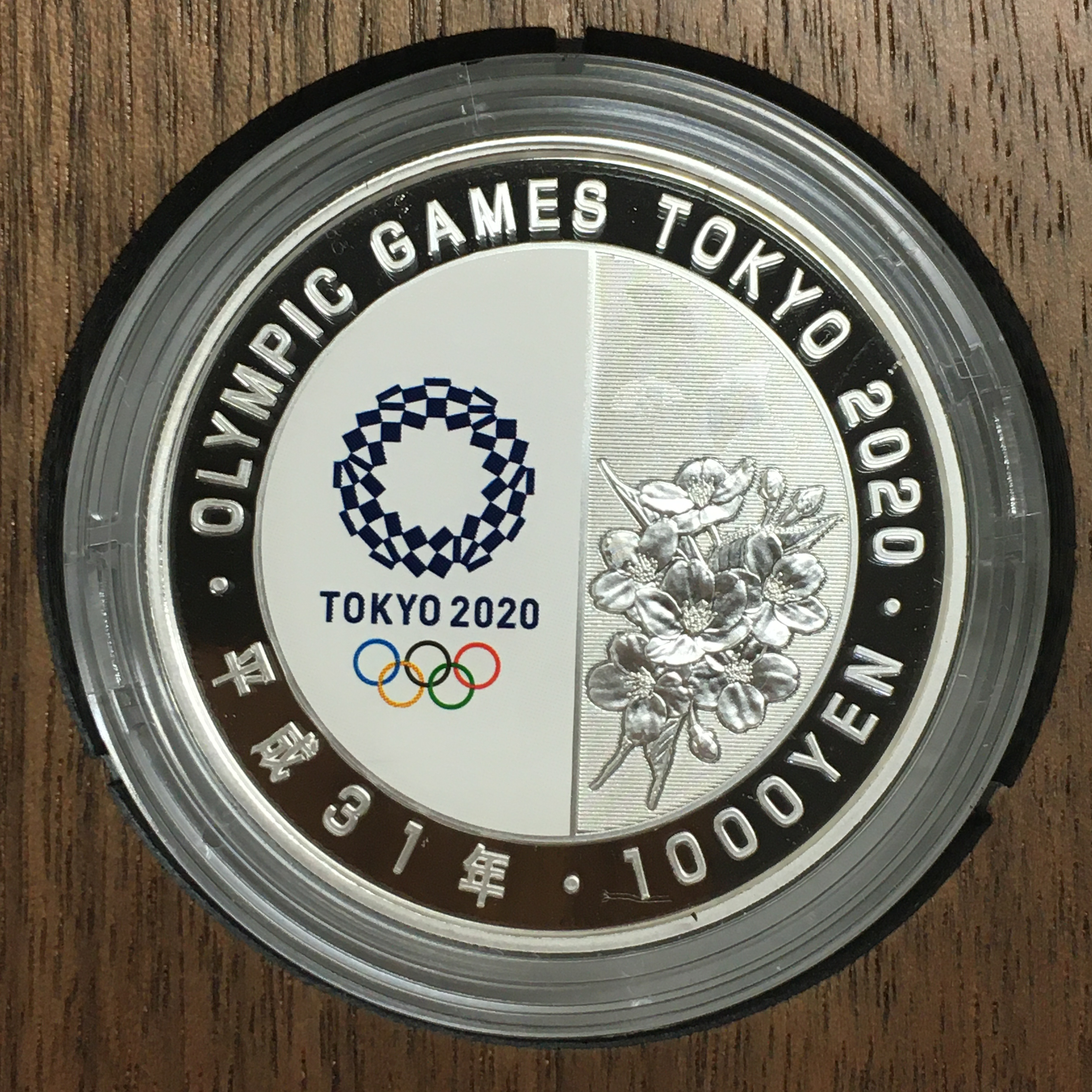
Moneda conmemorativa con el logotipo oficial de Tokio 2020.

El logotipo de los Juegos Olímpicos de Tokio 2020 es obra del diseñador Asao Tokolo y está formado por 45 cuadrados y rectángulos que forman un círculo armónico, representando así la diversidad cultural y la inclusión a través del deporte. Las formas en azul índigo y blanco recuerdan un patrón ajedrezado tradicional del periodo Edo, el ichimatsu moyo, con las que se pretende evocar «una refinada elegancia y sofisticación» de la cultura japonesa. El comité organizador tuvo que organizar un concurso público luego de que su primera opción fuese descartada por presunto plagio. El 8 de abril de 2016 se desvelaron las cuatro opciones finalistas entre 15 000 propuestas presentadas, y el 25 de abril de 2016 se anunció el diseño vencedor.
En un primer momento el comité había elegido un diseño de Kenjiro Sano, compuesto por una «T» estilizada con el disco solar japonés en la parte superior derecha y una columna negra para representar la diversidad. Este logotipo fue presentado el 24 de julio de 2015. A los pocos días el diseñador belga Olivier Debie presentó una demanda de propiedad intelectual por el presunto plagio de una de sus obras, el logotipo del Teatro de Lieja. Aunque Sano negó las acusaciones, ambos logos eran muy parecidos y la prensa japonesa desveló otra acusación de plagio en una campaña publicitaria distinta. Todo ello llevó al comité organizador a descartar el primer concepto y organizar un concurso público.

### Mascotas
Las mascotas oficiales del evento son Miraitowa (olímpica) y Someity (paralímpica), ambas diseñadas por Ryo Taniguchi. El término Miraitowa es una mezcla de las palabras japonesas para «futuro» (未来, mirai) y «eternidad» (永遠, towa), mientras que Someity proviene de somei-yoshino, un tipo de flor de cerezo del distrito de Yoshino, en la prefectura de Nara. El cuerpo de las mascotas está compuesto por las formas ajedrezadas del logotipo, y sus diseños futuristas pretenden combinar tradición con modernidad.
Para elegir las mascotas se organizó un concurso público en el que participaron más de 2000 propuestas. El comité terminó seleccionando tres opciones finalistas y confió la elección a una votación entre estudiantes japoneses de primaria. Posteriormente se hizo otra votación para elegir los nombres, y la presentación final de las mascotas tuvo lugar el 22 de julio de 2018. Taniguchi había trabajado como ilustrador de libros de texto infantiles antes de ganar este concurso.

### Medallas
Las medallas de los Juegos Olímpicos fueron presentadas el 24 de julio de 2019 y son obra de Junichi Kawanishi. En el anverso se aprecia la figura de la diosa de la Victoria sobre el fondo del estadio Panathinaikó, mientras que el reverso es una forma circular, inspirada en la miríada, con el logo de Tokio 2020 en la parte plana. Las preseas han sido fabricadas con desechos electrónicos y teléfonos móviles reciclados que la organización ha recogido mediante donaciones. De este modo, se buscaba concienciar al público sobre el impacto medioambiental y la sostenibilidad. El reciclaje de materiales también está presente en otros elementos como la construcción de los podios, el mobiliario de la villa olímpica, y los trajes de relevistas de la antorcha.

## Impacto del COVID-19
En 2020, el brote del nuevo coronavirus 'SARS-CoV-2' en China y su propagación a otros países, incluido Japón, generó gran preocupación sobre su impacto potencial en los atletas y visitantes de los Juegos Olímpicos. A diferencia del caso del virus del Zika durante los Juegos Olímpicos de Río de Janeiro 2016, el nuevo coronavirus se podía transmitir entre humanos, lo que planteaba desafíos más difíciles para los organizadores de Tokio para contrarrestar la enfermedad infecciosa y organizar juegos seguros. En una entrevista de febrero de 2020 con City A.M., el candidato conservador a la alcaldía de Londres, Shaun Bailey, argumentó que Londres podría organizar los Juegos Olímpicos en la antigua sede olímpica de Londres 2012, en caso de que los Juegos deban moverse debido al brote de coronavirus. La gobernadora de Tokio, Yuriko Koike, criticó el comentario de Bailey como inapropiado y oportunista. Las preocupaciones sobre la pandemia comenzaron a afectar los eventos de clasificación a principios de 2020. Algunos de dichos eventos, los cuales debían tener lugar en febrero, se trasladaron a ubicaciones alternativas para abordar las preocupaciones sobre viajar a las áreas más afectadas, particularmente China.
El 2 de marzo de 2020, el Comité Organizador de Tokio (TOCOG) emitió un comunicado en el que decía que los preparativos para los próximos Juegos Olímpicos de Tokio "continuaban según lo planeado". Al día siguiente, un portavoz del Comité Olímpico Internacional (COI) confirmó que los Juegos se desarrollarían según lo programado. El 18 de marzo, el COI reiteró su oposición a una demora o cancelación. El 23 de marzo, Canadá, Australia y Gran Bretaña dijeron que se retirarían de los Juegos si no se aplazaban un año. El mismo día, el primer ministro japonés Shinzo Abe declaró que apoyaría una propuesta de aplazamiento, citando que garantizar la seguridad de los atletas era "primordial". Ese mismo día, el miembro veterano del COI y exvicepresidente Dick Pound le dijo a USA Today que esperaba que los Juegos se pospusieran.
El 24 de marzo de 2020, el COI y el TOCOG anunciaron que los Juegos Olímpicos y Paralímpicos de Verano de 2020 se reprogramarían a una fecha "posterior a 2020 pero no posterior al verano de 2021". Afirmaron que los Juegos podrían "ser un faro de esperanza para el mundo en estos tiempos difíciles", y que la llama olímpica podría convertirse en "la luz al final del túnel en el que se encuentra el mundo en la actualidad". El primer ministro Abe declaró que el presidente del COI, Thomas Bach, respondió "con un 100% de acuerdo" a su propuesta de retrasar los Juegos. Por motivos de continuidad y marketing, los Juegos seguirán estando marcados como Tokio 2020 a pesar del cambio en la programación. Aunque varias Olimpiadas han sido canceladas por las guerras mundiales, incluyendo los Juegos Olímpicos de Verano de 1940 (que originalmente se otorgaron a Tokio, se trasladaron a Helsinki después del inicio de la segunda guerra sino-japonesa y finalmente se cancelaron por la Segunda Guerra Mundial), estos son los primeros Juegos Olímpicos que se posponen.
El 30 de marzo de 2020, el COI y el TOCOG anunciaron que habían llegado a un acuerdo sobre las nuevas fechas para los Juegos Olímpicos de Verano de 2020, que comenzarían el 23 de julio de 2021 con la Ceremonia de Apertura, y con la Ceremonia de Clausura el 8 de agosto. Los siguientes Juegos Olímpicos de Invierno en Beijing están programados para comenzar la Ceremonia de Apertura el 4 de febrero de 2022, menos de seis meses después. Poco antes de que se confirmara el aplazamiento, los organizadores del COI y de Tokio 2020 formaron un grupo de trabajo llamado "Aquí vamos" con el mandato de abordar cualquier problema que surja de aplazar los Juegos, como el patrocinio y el alojamiento. Los organizadores han confirmado que todos los atletas que ya se hayan clasificado para Tokio 2020 mantendrán sus plazas de clasificación.
Según una estimación realizada por el profesor emérito Katsuhiro Miyamoto de la Universidad de Kansai e informada por la NHK, el costo de retrasar un año los Juegos Olímpicos de 2020 será de ¥ 640.000 millones de yenes (US$ 5.800 millones), teniendo en cuenta los gastos de mantenimiento de las instalaciones no utilizadas.
El 28 de abril de 2020, los expertos en salud expresaron su preocupación de que los Juegos Olímpicos de Verano de Tokio en 2021 podrían cancelarse si la pandemia persistiera. En una entrevista con el diario deportivo japonés Nikkan Sports, el presidente del Comité Organizador y ex primer ministro japonés Yoshirō Mori afirmó que los Juegos serían "desechados" si no podían continuar en 2021. El 20 de mayo de 2020, Thomas Bach expresó en una entrevista con NBC Sports que el trabajo de reorganización de los Juegos de Tokio fue "una tarea gigantesca" y también admitió que el evento tendría que ser cancelado por completo si no podría tener lugar en el verano de 2021. La cancelación completa costaría a Japón ¥ 4,5 billones (US$ 41.500 millones), basado en gastos operativos y pérdida de actividad turística.
Sin embargo, tanto Bach como Mori expresaron optimismo sobre el futuro de los Juegos. El presidente de la Asociación Olímpica de la India, Narinder Batra, y el director general de la Organización Mundial de la Salud, Tedros Adhanom Ghebreyesus, también se mostraron optimistas acerca de que el evento podría tener lugar en 2021.
El 21 de enero de 2021, varias fuentes informaron que el gobierno japonés "concluyó en privado" que los Juegos tenían que ser cancelados. El gobierno japonés negó las acusaciones y afirmó que los informes eran "categóricamente falsos". Aun así, a principios de 2021, funcionarios del estado estadounidense de Florida se ofrecieron a albergar los juegos en su estado en caso de cancelación de los Olímpicos de Tokio.

## Antorcha
El día 20 de marzo de 2019, en el equinoccio de primavera (estación del año muy importante en la cultura japonesa), fue revelado en Tokio el diseño de la llama olímpica, a cargo de  el cual consiste en un diseño de aluminio en forma de sakura (con cinco pétalos que simbolizan los cinco continentes) de 71 centímetros de largo con un peso de 1,2 kilogramos. El metal empleado para realizar las antorchas fue obtenido del aluminio sobrante de las viviendas que se construyeron para los damnificados del terremoto y tsunami de Japón de 2011 que azotó principalmente las costas de las prefecturas de Fukushima y Miyagi. El diseño de la antorcha estuvo a cargo de Tokujin Yoshioka.
La antorcha fue encendida en el Templo de Hera en Grecia el 12 de marzo de 2020, lugar de donde parte, para posteriormente ser trasladada a la prefectura de Fukushima e iniciar su recorrido por Japón el 25 de marzo de 2021 en las instalaciones nacionales de entrenamiento de fútbol J-Village de Naraha, y finalmente concluir su recorrido en Tokio, en donde fue encendido el pebetero olímpico el 23 de julio de 2021 en el nuevo Estadio Olímpico de Tokio.
Recorrido
- Naraha
- Minamisōma
- Sōma
- Fukushima
- Aizuwakamatsu
- Minamiaizu
- Kōriyama
- Nasukarasuyama
- Utsunomiya
- Nasu
- Ashikaga
- Shibukawa
- Maebashi
- Takasaki
- Tatebayashi
- Nagano
- Karuizawa
- Matsumoto
- Iida
- Takayama
- Gero
- Nakatsugawa
- Gifu
- Seto
- Nagoya
- Toyota
- Toyohashi
- Yokkaichi
- Iga
- Ise
- Kumano
- Hashimoto
- Wakayama
- Shingū
- Nara
- Kashiba
- Kashihara
- Gojō
- Suita
- Osaka
- Sakai
- Izumisano
- Naruto
- Tokushima
- Miyoshi
- Kaiyō
- Takamatsu
- Utazu
- Sakaide
- Kan'onji
- Nankoku
- Kōchi
- Sukumo
- Shikokuchūō
- Matsuyama
- Tobe
- Yawatahama
- Ōita
- Beppu
- Kusu
- Hita
- Takachiho
- Ebino
- Miyazaki
- Izumi
- Kagoshima
- Shibushi
- Ibusuki
- Ukeshima
- Nago
- Naha
- Itoman
- Tomigusuku
- Hitoyoshi
- Yatsushiro
- Mashiki
- Kumamoto
- Minamishimabara
- Nagasaki
- Nagayo
- Sasebo
- Ojika
- Nozaki
- Tara
- Karatsu
- Kiyama
- Saga
- Ōmuta
- Fukuoka
- Chikujō
- Kitakyushu
- Iwakuni
- Yamaguchi
- Ube
- Hagi
- Tsuwano
- Ōnan
- Ōda
- Matsue
- Islas Okinoshima
- Miyoshi
- Hiroshima
- Hatsukaichi
- Fukuyama
- Ibara
- Okayama
- Tamano
- Tsuyama
- Sakaiminato
- Kurayoshi
- Kotoura
- Tottori
- Toyooka
- Himeji
- Kōbe
- Tanbasasayama
- Kyōtango
- Kameoka
- Uji
- Kioto
- Takashima
- Ōtsu
- Kōka
- Nagahama
- Takahama
- Sabae
- Echizen
- Fukui
- Kaga
- Kanazawa
- Wajima
- Nanao
- Oyabe
- Takaoka
- Asahi
- Toyama
- Itoigawa
- Minamiuonuma
- Nagaoka
- Murakami
- Nishikawa
- Yamagata
- Tendō
- Sakata
- Yuzawa
- Akita
- Katagami
- Kazuno
- Hirosaki
- Aomori
- Mutsu
- Hachinohe
- Hakodate
- Shiraoi
- Tomakomai
- Sapporo
- Shizukuishi
- Kuji
- Iwaizumi
- Rikuzentakata
- Ichinoseki
- Morioka
- Kesennuma
- Onagawa
- Higashimatsushima
- Rifu
- Yamamoto
- Sendai
- Kosai
- Shizuoka
- Makinohara
- Numazu
- Itō
- Fujinomiya
- Nanbu
- Kōfu
- Fuefuki
- Fujiyoshida
- Hakone
- Fujisawa
- Miura
- Sagamihara
- Kawasaki
- Yokohama
- Kisarazu
- Sanmu
- Chōshi
- Chiba
- Kashima
- Mito
- Koga
- Tsukuba
- Kawaguchi
- Tokorozawa
- Sōka
- Kumagaya
- Kawagoe
- Saitama
- Komae
- Inagi
- Machida
- Tama
- Hino
- Akishima
- Hachiōji
- Hinohara
- Okutama
- Hinode
- Ōme
- Mizuho
- Hamura
- Akiruno
- Fussa
- Musashimurayama
- Tachikawa
- Kunitachi
- Kokubunji
- Kodaira
- Higashiyamato
- Higashimurayama
- Kiyose
- Higashikurume
- Nishitōkyō
- Koganei
- Fuchū
- Chōfu
- Miyake
- Kōzushima
- Niijima
- Shikinejima
- Toshima
- Ōshima
- Mikurajima
- Hachijō
- Aogashima
- Ogasawara
- Chichi-jima
- Haha-jima
- Mitaka
- Musashino
- Setagaya
- Suginami
- Nakano
- Nerima
- Toshima
- Itabashi
- Kita
- Adachi
- Katsushika
- Edogawa
- Sumida
- Arakawa
- Taitō
- Bunkyō
- Chiyoda
- Chūō
- Kōtō
- Ōta
- Shinagawa
- Meguro
- Shibuya
- Minato
- Shinjuku
- Tokio

## Sedes e infraestructura

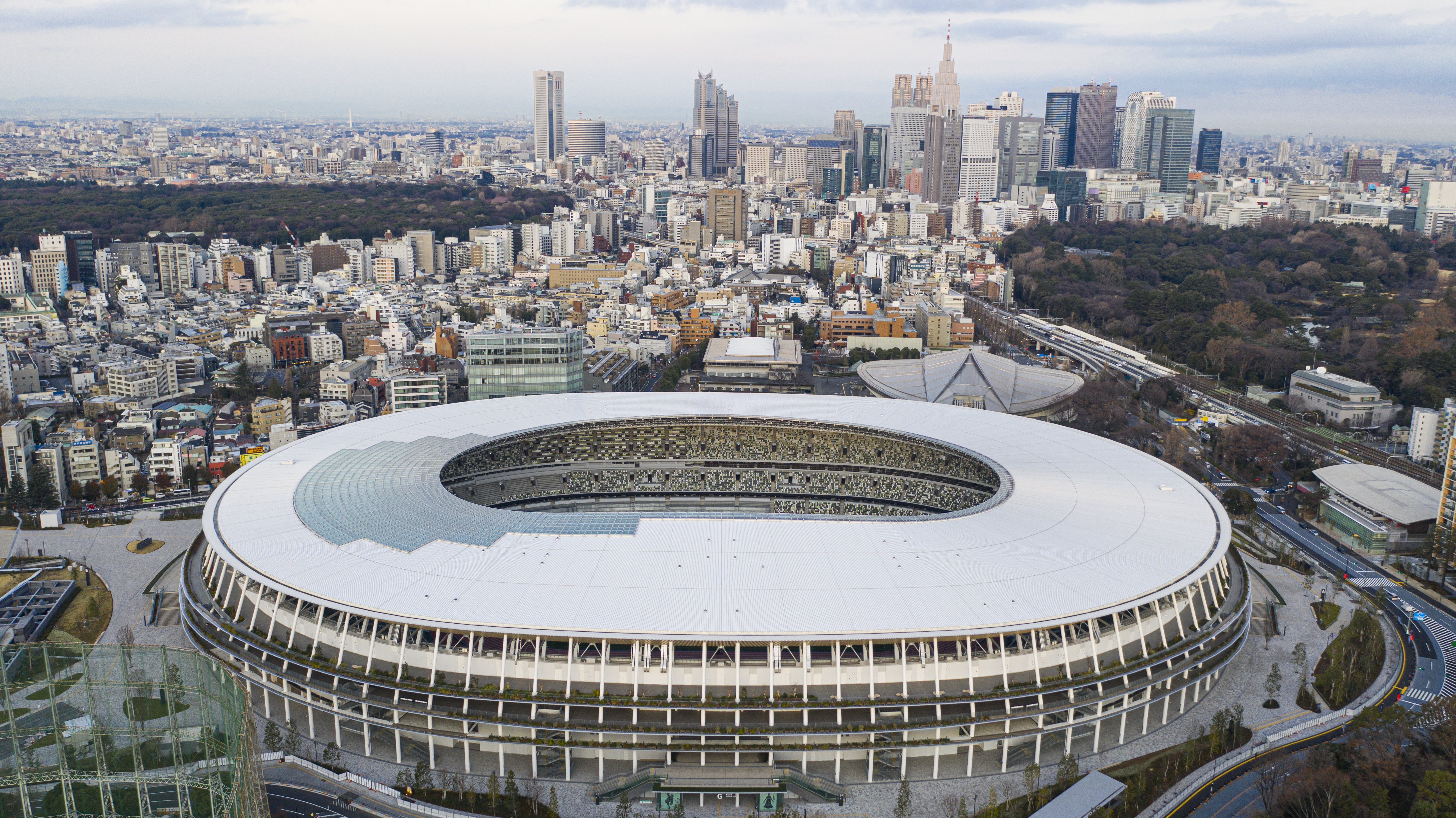
Vista aérea del Estadio Nacional de Japón, Tokio

El Estadio Olímpico de Tokio había sido confirmado como sede de los Juegos en febrero de 2012, no obstante, poco antes de concretarse la obtención de la sede, se determinó remplazarlo por un nuevo escenario, por lo que en 2015 fue demolido para construir el Nuevo Estadio Olímpico en la misma ubicación. En un principio se planeaba tener este escenario listo para la celebración de la Copa Mundial de Rugby de 2019, sin embargo, finalmente su apertura oficial se dio el 1 de enero de 2020 con la celebración de la final de la Copa del Emperador 2019.
La organización decidió concentrar las sedes olímpicas en dos anillos centrales: la Zona de la Herencia (Heritage Zone) la cual utilizó algunos de los escenarios que formaron parte de los Juegos Olímpicos de 1964, y la Zona de la Bahía tratando de simular un símbolo de Infinito. Mientras que la Villa Olímpica fue construida en el punto en el cual se da la intersección entre ambos sectores.
Por otro lado, 12 instalaciones deportivas se ubicaron fuera de los dos anillos centrales. Además, seis ciudades fueron subsedes para los eventos de fútbol, béisbol, marcha atlética y maratón: Fukushima, Kashima, Saitama, Sapporo, Sendai y Yokohama.

### Zona del Patrimonio
Sedes localizadas en esta área, la cual se encuentra ubicada en el área central de Tokio.
| Sede                            | Eventos                                    | Capacidad (espectadores) |
| ------------------------------- | ------------------------------------------ | ------------------------ |
| Estadio Olímpico                | Ceremonias de apertura y clausura          | 60 102                   |
| Estadio Olímpico                | Atletismo                                  | 60 102                   |
| Gimnasio Nacional Yoyogi        | Balonmano                                  | 13 291                   |
| Gimnasio Metropolitano de Tokio | Tenis de mesa                              | 10 000                   |
| Nippon Budokan                  | Judo                                       | 14 471                   |
| Nippon Budokan                  | Karate                                     | 14 471                   |
| Foro Internacional de Tokio     | Halterofilia                               | 5 012                    |
| Arena Kokugikan                 | Boxeo                                      | 11 098                   |
| Parque Ecuestre                 | Equitación (doma clásica y salto ecuestre) | 9 300                    |

### Zona de la Bahía de Tokio
Sedes deportivas ubicadas en la zona de la Bahía de Tokio, en concreto en los distritos de Ariake, Odaiba y además en otras islas artificiales del entorno.
| Sede                                            | Eventos                                                  | Butacas                                                                                      |
| ----------------------------------------------- | -------------------------------------------------------- | -------------------------------------------------------------------------------------------- |
| Parque Kasai Rinkai                             | Piragüismo (eslalon)                                     | 8000                                                                                         |
| Estadio de Hockey de Oi                         | Hockey sobre césped                                      | 10 000                                                                                       |
| Centro Acuático de Tokio                        | Deportes acuáticos (natación, nado sincronizado, saltos) | 18 000                                                                                       |
| Centro Internacional de Natación Tokio Tatsuimi | Waterpolo                                                | 3635                                                                                         |
| Parque de Yumenoshima                           | Tiro con arco                                            | 5050                                                                                         |
| Ariake Arena                                    | Voleibol                                                 | 12 000                                                                                       |
| Parque Deportivo Urbano de Ariake               | Ciclismo BMX                                             | 6000                                                                                         |
| Parque Deportivo Urbano de Ariake               | Monopatinaje                                             | 6000                                                                                         |
| Centro de Gimnasia de Ariake                    | Gimnasia (artística, rítmica, acrobática)                | 12 000                                                                                       |
| Coliseo Ariake Parque de tenis de Ariake        | Tenis                                                    | 20 000 - 10 000 cancha central - 5000 cancha 1 - 3000 cancha 2 - 250 (ocho canchas de juego) |
| Parque Marino Odaiba                            | Triatlón                                                 | 5000 asientos. Ilimitada a lo largo de la ruta                                               |
| Parque Marino Odaiba                            | Deportes acuáticos (maratón 10 km)                       | 5000 asientos. Ilimitada a lo largo de la ruta                                               |
| Parque Shiokaze                                 | Voleibol de playa                                        | 12 000                                                                                       |
| Central Breakwater                              | Equitación (concurso completo)                           | 20 000                                                                                       |
| Central Breakwater                              | Remo                                                     | 20 000                                                                                       |
| Central Breakwater                              | Piragüismo (aguas tranquilas)                            | 20 000                                                                                       |
| Centro Deportivo Aomi Urban                     | Baloncesto 3x3                                           |                                                                                              |
| Centro Deportivo Aomi Urban                     | Escalada deportiva                                       |                                                                                              |

### Zona Metropolitana de Tokio
Sedes situadas a una distancia superior a los ocho kilómetros desde la Villa Olímpica.
| Sede                                  | Eventos                             | Capacidad (espectadores)                                                   |
| ------------------------------------- | ----------------------------------- | -------------------------------------------------------------------------- |
| Parque Musashinonomori                | Ciclismo en ruta                    | Ilimitada a lo largo de la ruta. 5 000 asientos al final en Fuji Speedway. |
| Plaza Deportiva Musashino Forest      | Pentatlón moderno (esgrima)         | 10 000                                                                     |
| Plaza Deportiva Musashino Forest      | Bádminton                           | 10 000                                                                     |
| Estadio Ajinomoto                     | Fútbol                              | 49 970                                                                     |
| Estadio Ajinomoto                     | Pentatlón moderno (excepto esgrima) | 49 970                                                                     |
| Estadio Ajinomoto                     | Rugby 7                             | 49 970                                                                     |
| Campo de tiro de Asaka                | Tiro olímpico                       |                                                                            |
| Saitama Super Arena                   | Baloncesto                          | 22 000                                                                     |
| Kawagoe Kasumigaseki Country Club     | Golf                                | 30 000                                                                     |
| Makuhari Messe                        | Esgrima                             | 6000                                                                       |
| Makuhari Messe                        | Taekwondo                           | 6000                                                                       |
| Makuhari Messe                        | Lucha                               | 8000                                                                       |
| Velódromo de Izu                      | Ciclismo en pista                   | 5000                                                                       |
| Izu Cycle Sports Center               | Ciclismo de montaña                 |                                                                            |
| Enoshima                              | Vela                                | 10 000                                                                     |
| Enoshima                              | Surf                                | 10 000                                                                     |
| Estadio de Yokohama                   | Béisbol                             | 30 000                                                                     |
| Estadio de Yokohama                   | Sóftbol                             | 30 000                                                                     |
| Estadio de Béisbol de Fukushima Azuma | Béisbol                             | 30 000                                                                     |
| Estadio de Béisbol de Fukushima Azuma | Sóftbol                             | 30 000                                                                     |
| Parque Odori                          | Maratón                             | Ilimitada a lo largo de la ruta                                            |
| Parque Odori                          | Marcha atlética                     | Ilimitada a lo largo de la ruta                                            |

### Estadios de fútbol
- Estadio Internacional de Yokohama, Yokohama; 70 000 espectadores.
- Estadio Saitama, Saitama; 62 000 espectadores.
- Estadio de Miyagi, Rifu; 48 000 espectadores.
- Estadio Ajinomoto, Tokio; 49 000 espectadores.
- Estadio de Kashima, Kashima; 42 000 espectadores.
- Domo de Sapporo, Sapporo; 42 000 espectadores.

### Sedes de no competencia
| Sede                  | Eventos                        |
| --------------------- | ------------------------------ |
| Hotel Imperial, Tokio | Sede del COI                   |
| Harumi Futō           | Villa Olímpica                 |
| Tokyo Big Sight       | Centro de Medios               |
| Tokyo Big Sight       | Centro Internacional de Prensa |

## Deportes
En los Juegos de 2021, se mantuvieron todos los deportes olímpicos de la anterior edición, Río de Janeiro 2016. En un principio se excluyó a la lucha (en sus dos modalidades, la lucha libre y la lucha grecorromana) pero al final también se mantuvo, al igual que el rugby 7 y el golf, que habían sido incluidos en los Juegos de 2016. Además, el 3 de agosto de 2016 se añadieron al programa cinco deportes: el béisbol (sóftbol en la modalidad femenina), que volvía al programa tras haber sido excluido después de los Juegos Olímpicos de Pekín 2008; el karate, tras una gran reivindicación de su federación deportiva y los comités olímpicos nacionales, entre ellos el anfitrión (Japón); el surf; el monopatinaje y la escalada. Estos tres últimos fueron incluidos con el fin de potenciar los juegos entre la juventud.
Lista de deportes con el número de medallas que reparte cada uno:
- Atletismo (48)
- Bádminton (5)
- Baloncesto (2)
  -  Baloncesto
  -  Baloncesto 3x3 (Nuevo) (2)
- Balonmano (2)
- Béisbol (1)
  -  Sóftbol (1)
- Ciclismo
  -  Ciclismo BMX (4)
  -  Ciclismo de montaña (2)
  -  Ciclismo en pista (12)
  -  Ciclismo en ruta (4)
- Deportes acuáticos:
  -  Natación (37)
  -  Natación sincronizada (2)
  -  Saltos (8)
  -  Waterpolo (2)
- Deportes de combate
  -  Boxeo (13)
  -  Esgrima (12)
  -  Judo (15)
  -  Karate (Nuevo)
    - Kata (2)
    - Kumite (6)

  -  Lucha grecorromana (6)
  -  Lucha libre (12)
  -  Taekwondo (8)
- Deportes de disparo
  -  Tiro con arco (5)
  -  Tiro olímpico (15)
- Equitación
  - Concurso completo (2)
  - Doma clásica (2)
  - Salto ecuestre (2)
- Escalada deportiva (Nuevo) (2)
- Fútbol (2)
- Gimnasia
  -  Gimnasia artística (14)
  -  Gimnasia rítmica (2)
  -  Gimnasia acrobática (2)
- Golf (2)
- Halterofilia (14)
- Hockey sobre césped (2)
- Piragüismo
  -  Eslalon (4)
  -  Aguas tranquilas (12)
- Pentatlón moderno (2)
- Remo (14)
- Rugby 7 (2)
- Skateboarding (Nuevo) (4)
- Surf (Nuevo) (2)
- Tenis (5)
- Tenis de mesa (5)
- Triatlón (3)
- Vela (10)
- Voleibol (2)
  -  Voleibol (2)

- -  Voleibol de playa (2)

## Delegaciones
El 9 de diciembre de 2019, la Agencia Mundial Antidopaje (AMA) anunció la suspensión de Rusia de toda competencia deportiva internacional durante cuatro años, luego de descubrir que el gobierno ruso había alterado los datos de laboratorio de la Agencia Rusa Antidopaje que proporcionó a la AMA en enero de dicho año como condición para su reincorporación.
Al igual que en los Juegos Olímpicos de Invierno de 2018, la AMA permitirá que atletas rusos con autorización individual compitan neutralmente bajo un título que se determinará. El jefe del Comité de Revisión de Cumplimiento de la AMA, Jonathan Taylor, declaró que el COI no podría utilizar a los "Atletas Olímpicos de Rusia" (OAR) como lo hizo en 2018, enfatizando específicamente que los atletas neutrales no pueden ser representados como un país.
Un año después, el Tribunal de Arbitraje Deportivo, al revisar la apelación de Rusia de su caso ante la AMA, falló el 17 de diciembre de 2020 para reducir la sanción que había impuesto la AMA. En lugar de prohibir a Rusia los eventos deportivos, el fallo permitió a Rusia participar en los Juegos Olímpicos y otros eventos internacionales, pero sin usar el nombre, la bandera o el himno ruso y su debida presentación como "Atleta neutral" o "Equipo neutral" durante un período de dos años. El fallo permite que los uniformes de los equipos muestren "Rusia" en el uniforme, pero solo hasta el mismo predominio que la designación de "Atleta / Equipo Neutral", así como el uso de los colores de la bandera rusa dentro del diseño del uniforme.
El 19 de febrero de 2021, se anunció que Rusia competiría bajo el acrónimo, "ROC" siglas en inglés del Comité Olímpico Ruso, aunque el nombre del comité en sí en su totalidad no podría usarse para referirse a la delegación. Rusia estaría representada por la bandera del Comité Olímpico Ruso.
El 6 de abril de 2021, Corea del Norte anunció que no participaría en los Juegos Olímpicos de Tokio 2020 debido a preocupaciones sobre la pandemia de COVID-19. Esto marcará la primera ausencia de Corea del Norte en los Juegos Olímpicos de Verano desde 1988.
El 21 de julio de 2021, dos días antes de la inauguración, Guinea había anunciado que no participaría en Tokio 2020 por la pandemia de COVID-19, sin embargo al día siguiente, rectificó su decisión al garantizar el cumplimiento de las normas de bioseguridad, permaneciendo en la sede.
Las naciones que participaron en Tokio 2020 fueron las siguientes:
| Lista de equipos participantes (Cantidad de atletas) |
| --- |
| - Afganistán (AFG) (5) - Albania (ALB) (9) - Alemania (GER) (425) - Andorra (AND) (2) - Angola (ANG) (20) - Antigua y Barbuda (ATG) (6) - Arabia Saudita (KSA) (29) - Argelia (ALG) (44) - Argentina (ARG) (174) - Armenia (ARM) (17) - Aruba (ARU) (3) - Australia (AUS) (478) - Austria (AUT) (75) - Azerbaiyán (AZE) (44) - Bahamas (BAH) (16) - Bangladés (BAN) (6) - Barbados (BAR) (8) - Baréin (BRN) (32) - Bélgica (BEL) (121) - Belice (BIZ) (3) - Benín (BEN) (7) - Bermudas (BER) (2) - Bielorrusia (BLR) (101) - Birmania (MYA) (3) - Bolivia (BOL) (5) - Bosnia y Herzegovina (BIH) (7) - Botsuana (BOT) (13) - Brasil (BRA) (302) - Brunéi (BRU) (2) - Bulgaria (BUL) (42) - Burkina Faso (BUR) (7) - Burundi (BDI) (6) - Bután (BHU) (4) - Cabo Verde (CPV) (6) - Camboya (CAM) (3) - Camerún (CMR) (12) - Canadá (CAN) (381) - Catar (QAT) (16) - Chad (CHA) (3) - Chile (CHI) (58) - China (CHN) (406) - China Taipéi (TPE) (68) - Chipre (CYP) (15) - Colombia (COL) (70) - Comoras (COM) (3) - Corea del Sur (KOR) (237) - Costa de Marfil (CIV) (28) - Costa Rica (CRC) (14) - Croacia (CRO) (59) - Cuba (CUB) (70) - Dinamarca (DEN) (107) - Dominica (DMA) (2) - Ecuador (ECU) (48) - Egipto (EGY) (133) - El Salvador (ESA) (5) - Emiratos Árabes Unidos (UAE) (5) - Equipo Olímpico de Atletas Refugiados (EOR) (29) - Eritrea (ERI) (13) - Eslovaquia (SVK) (41) - Eslovenia (SLO) (53) - España (ESP) (325) - Estados Federados de Micronesia (FSM) (3) - Estados Unidos (USA) (613) - Estonia (EST) (33) - Etiopía (ETH) (38) - Filipinas (PHI) (19) - Finlandia (FIN) (45) - Fiyi (FIJ) (30) - Francia (FRA) (385) - Gabón (GAB) (5) - Gambia (GAM) (4) - Georgia (GEO) (35) - Ghana (GHA) (14) - Granada (GRN) (6) - Grecia (GRE) (83) - Guam (GUM) (5) - Guatemala (GUA) (24) - Guinea (GUI) (5) - Guinea-Bisáu (GBS) (4) - Guinea Ecuatorial (GEQ) (3) - Guyana (GUY) (7) - Haití (HAI) (6) - Honduras (HON) (22) - Hong Kong (HKG) (42) - Hungría (HUN) (166) - India (IND) (124) - Indonesia (INA) (28) - Irak (IRQ) (4) - Irán (IRI) (65) - Irlanda (IRL) (116) - Islandia (ISL) (4) - Islas Caimán (CAY) (5) - Islas Cook (COK) (6) - Islas Marshall (MHL) (2) - Islas Salomón (SOL) (3) - Islas Vírgenes Británicas (IVB) (3) - Islas Vírgenes de los Estados Unidos (ISV) (4) - Israel (ISR) (90) - Italia (ITA) (372) - Jamaica (JAM) (50) - Japón (JPN) (552) - Jordania (JOR) (14) - Kazajistán (KAZ) (93) - Kenia (KEN) (85) - Kirguistán (KGZ) (17) - Kiribati (KIR) (3) - Kosovo (KOS) (11) - Kuwait (KUW) (11) - Laos (LAO) (4) - Lesoto (LES) (2) - Letonia (LAT) (33) - Líbano (LBN) (6) - Liberia (LBR) (3) - Libia (LBA) (4) - Liechtenstein (LIE) (5) - Lituania (LTU) (41) - Luxemburgo (LUX) (12) - Macedonia del Norte (MKD) (8) - Madagascar (MAD) (6) - Malasia (MAS) (30) - Malaui (MAW) (5) - Maldivas (MDV) (4) - Malí (MLI) (4) - Malta (MLT) (6) - Marruecos (MAR) (50) - Mauricio (MRI) (8) - Mauritania (MRT) (2) - México (MEX) (164) - Moldavia (MDA) (20) - Mónaco (MON) (6) - Mongolia (MGL) (43) - Montenegro (MNE) (34) - Mozambique (MOZ) (10) - Namibia (NAM) (11) - Nauru (NRU) (2) - Nepal (NEP) (5) - Nicaragua (NCA) (8) - Níger (NIG) (7) - Nigeria (NGR) (55) - Noruega (NOR) (85) - Nueva Zelanda (NZL) (213) - Omán (OMA) (5) - Países Bajos (NED) (278) - Pakistán (PAK) (10) - Palaos (PLW) (3) - Palestina (PLE) (5) - Panamá (PAN) (10) - Papúa Nueva Guinea (PNG) (8) - Paraguay (PAR) (8) - Perú (PER) (35) - Polonia (POL) (210) - Portugal (POR) (92) - Puerto Rico (PUR) (37) - Reino Unido (GBR) (376) - República Centroafricana (CAF) (2) - República Checa (CZE) (115) - República del Congo (CGO) (3) - República Democrática del Congo (COD) (7) - República Dominicana (DOM) (64) - Comité Olímpico Ruso (ROC) (333) - Ruanda (RWA) (6) - Rumania (ROU) (101) - Samoa (SAM) (8) - Samoa Americana (ASA) (6) - San Cristóbal y Nieves (SKN) (2) - San Marino (SMR) (5) - San Vicente y las Granadinas (VIN) (3) - Santa Lucía (LCA) (5) - Santo Tomé y Príncipe (STP) (3) - Senegal (SEN) (9) - Serbia (SRB) (87) - Seychelles (SEY) (5) - Sierra Leona (SLE) (4) - Siria (SYR) (6) - Singapur (SGP) (23) - Somalia (SOM) (2) - Sri Lanka (SRI) (9) - Suazilandia (SWZ) (4) - Sudáfrica (RSA) (177) - Sudán (SUD) (5) - Sudán del Sur (SSD) (2) - Suecia (SWE) (134) - Suiza (SUI) (107) - Surinam (SUR) (3) - Tailandia (THA) (42) - Tanzania (TAN) (3) - Tayikistán (TJK) (11) - Timor Oriental (TLS) (3) - Trinidad y Tobago (TTO) (22) - Togo (TOG) (4) - Tonga (TGA) (6) - Túnez (TUN) (63) - Turkmenistán (TKM) (9) - Turquía (TUR) (108) - Tuvalu (TUV) (2) - Ucrania (UKR) (155) - Uganda (UGA) (25) - Uruguay (URU) (11) - Uzbekistán (UZB) (68) - Vanuatu (VAN) (3) - Venezuela (VEN) (44) - Vietnam (VIE) (18) - Yemen (YEM) (5) - Yibuti (DJI) (4) - Zambia (ZAM) (26) - Zimbabue (ZIM) (5) |

## Calendario
El calendario de Tokio 2020 fue aprobado por la Junta Ejecutiva del COI el 18 de julio de 2018. Este sufrió ligeras modificaciones luego de la postergación de un año debido a la pandemia por Covid-19.
| A | Apertura |  | Competiciones | 1 | Eventos finales | GE | Gala de exhibición | C | Clausura |

## Medallero
La Carta Olímpica establece que "los Juegos Olímpicos son competiciones entre atletas, en pruebas individuales o por equipos, y no entre países". Por ello, el Comité Olímpico Internacional (COI) tiene prohibido establecer "ninguna clasificación general por países". Sin embargo, desde los primeros Juegos Olímpicos moderno ha existido un "medallero" extraoficial que clasifica a los comités olímpicos nacionales según la cantidad de medallas logradas. En los Juegos Olímpicos de Tokio, el COI incluyó este medallero extraoficial en su página web por primera vez.
En esta tabla se muestran los diez primeros puestos del medallero, ordenados por número de medallas de oro, a continuación de plata y por último de bronce. Se puede consultar completo en Anexo:Medallero de los Juegos Olímpicos de Tokio 2020.
     País organizador (Japón)
| Núm. | País                 | Oro | Plata | Bronce | Total |
| ---- | -------------------- | --- | ----- | ------ | ----- |
| 1    | Estados Unidos (USA) | 39  | 41    | 33     | 113   |
| 2    | China (CHN)          | 38  | 32    | 19     | 89    |
| 3    | Japón (JPN)          | 27  | 14    | 17     | 58    |
| 4    | Reino Unido (GBR)    | 22  | 20    | 22     | 64    |
| 5    | ROC (ROC)            | 20  | 28    | 23     | 71    |
| 6    | Australia (AUS)      | 17  | 7     | 22     | 46    |
| 7    | Países Bajos (NED)   | 10  | 12    | 14     | 36    |
| 8    | Francia (FRA)        | 10  | 12    | 11     | 33    |
| 9    | Alemania (GER)       | 10  | 11    | 16     | 37    |
| 10   | Italia (ITA)         | 10  | 10    | 20     | 40    |

## Transmisión
Sony y Panasonic se asociaron con NHK para desarrollar estándares de transmisión para televisión de resolución 8K, con el objetivo de lanzar televisores 8K a tiempo para los Juegos Olímpicos de 2020. La emisora italiana RAI anunció su intención de desplegar la transmisión de 8K para los Juegos.
En los Estados Unidos, los Juegos Olímpicos de Verano 2020 fueron transmitidos por la cadena NBC, como parte de un acuerdo de 4 380 millones de dólares que comenzó en los Juegos Olímpicos de Invierno 2014 en Sochi.
En Europa, estos fueron los primeros Juegos Olímpicos de Verano cubiertos por el acuerdo paneuropeo exclusivo de derechos del COI con Eurosport, que comenzó en los Juegos Olímpicos de Invierno 2018 y se extiende hasta 2024. Los derechos para los Juegos Olímpicos de 2020 cubren casi toda Europa, excepto Francia, debido a un acuerdo de derechos preexistente con France Télévisions y Canal+ que expira después de estos Juegos (aunque en octubre de 2019, se informó que Canal+ estaba considerando vender sus derechos de TV de pago a Discovery y Eurosport por dificultades financieras), y Rusia debido a un acuerdo preexistente con un comercializador hasta 2024.  Eurosport sublicenció la cobertura a redes de transmisión gratuita en cada estado reservándose otros para los canales propios de Discovery Inc.. En el Reino Unido, estos fueron los últimos Juegos cuyos derechos pertenecieron principalmente a la BBC, aunque como condición de un acuerdo de sublicencia que se aplicará a los Juegos 2022 y 2024, Eurosport posee derechos exclusivos de televisión de pago.
La compañía de telecomunicaciones NTT Docomo firmó un acuerdo con Nokia de Finlandia para proporcionar redes de banda base listas para 5G en Japón a tiempo para los Juegos Olímpicos. Además, por medio de la plataforma de YouTube, la cadena en español Claro Sports retransmitió a través de streaming el evento en cuatro canales.